# Operation Auguststorm
Operation Auguststorm (russisk: Манчжурская стратегическая наступательная операция, tr. Mantjzjurskaja strategitjeskaja nastupatelnaja operatsija; dansk: Den mandchuriske strategiske offensive operation) var et sovjetisk angreb på Japan i slutfasen af 2. verdenskrig, der indledtes den 9. august 1945 med Den Røde Hærs befrielse af det japanske besatte Manchukuo.
Hele operationen omfattede det nærliggende Mengjiang, såvel som det nordlige Korea, det sydlige Sakhalin og øgruppen Kurilerne. Under Jaltakonferencen havde Sovjetunionen godtaget allierede planer om at afslutte landets neutralitetspagt med Japan og angribe landet ikke senere end tre måneder efter, at krigen var afsluttet i Europa.
Invasionen startede ved daggry den 9. august 1945, nøjagtig tre måneder efter,at Tyskland havde kapituleret. Samme dag kastede USA den anden atombombe ned over den japanske by Nagasaki, et angreb som ikke var koordineret med sovjetledelsen. Japan bestemte sig for at kapitulere før dimensionerne af det sovjetiske angreb var kendt. Havde krigen fortsat, havde Sovjetunionen planer om at invadere Hokkaido før de vestallierede invaderede Honshū.